# Slagsta, Eskilstuna

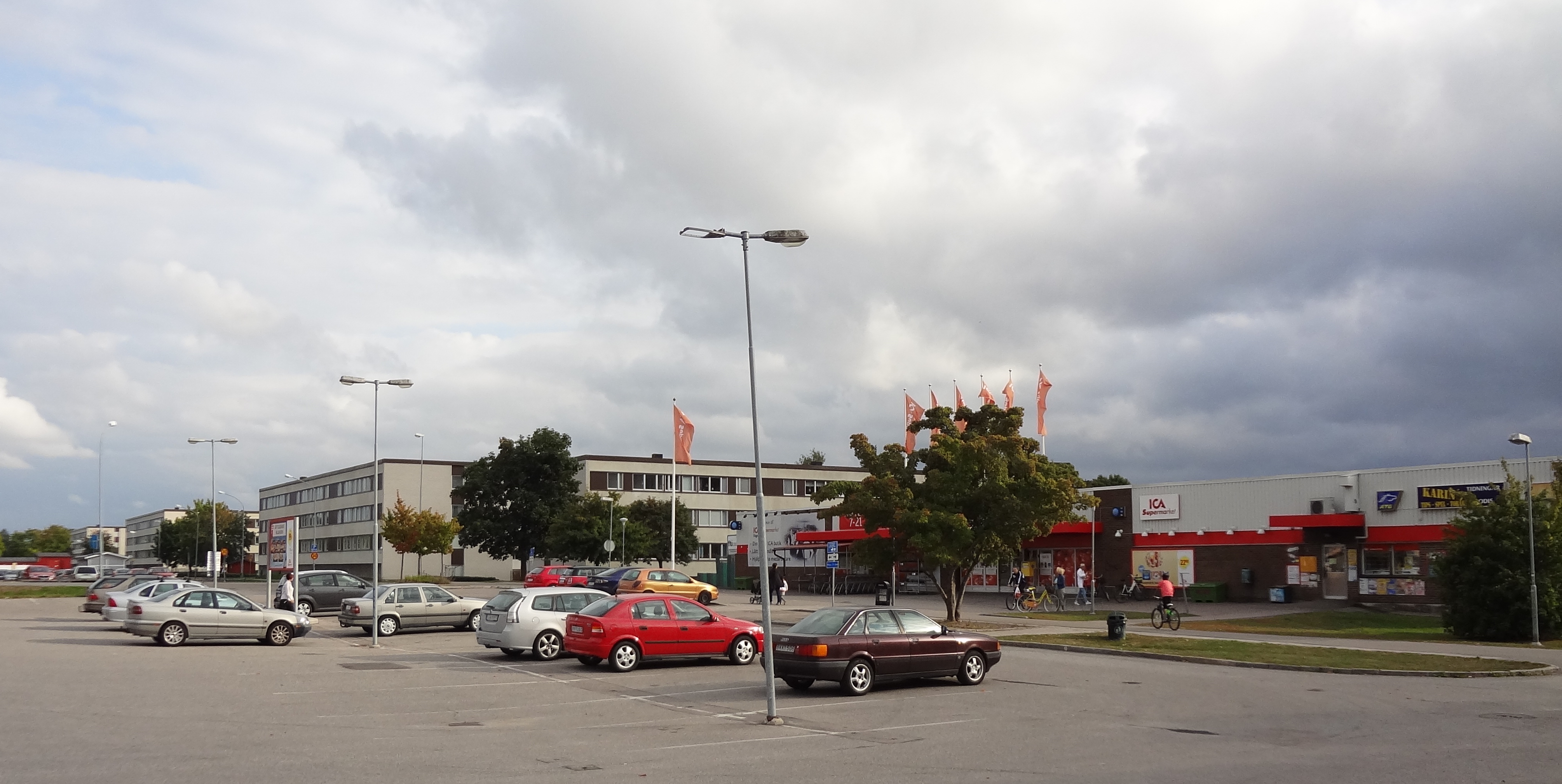
Centrala Slagsta med ICA-butik och hyreshusen längs Brusengatan.

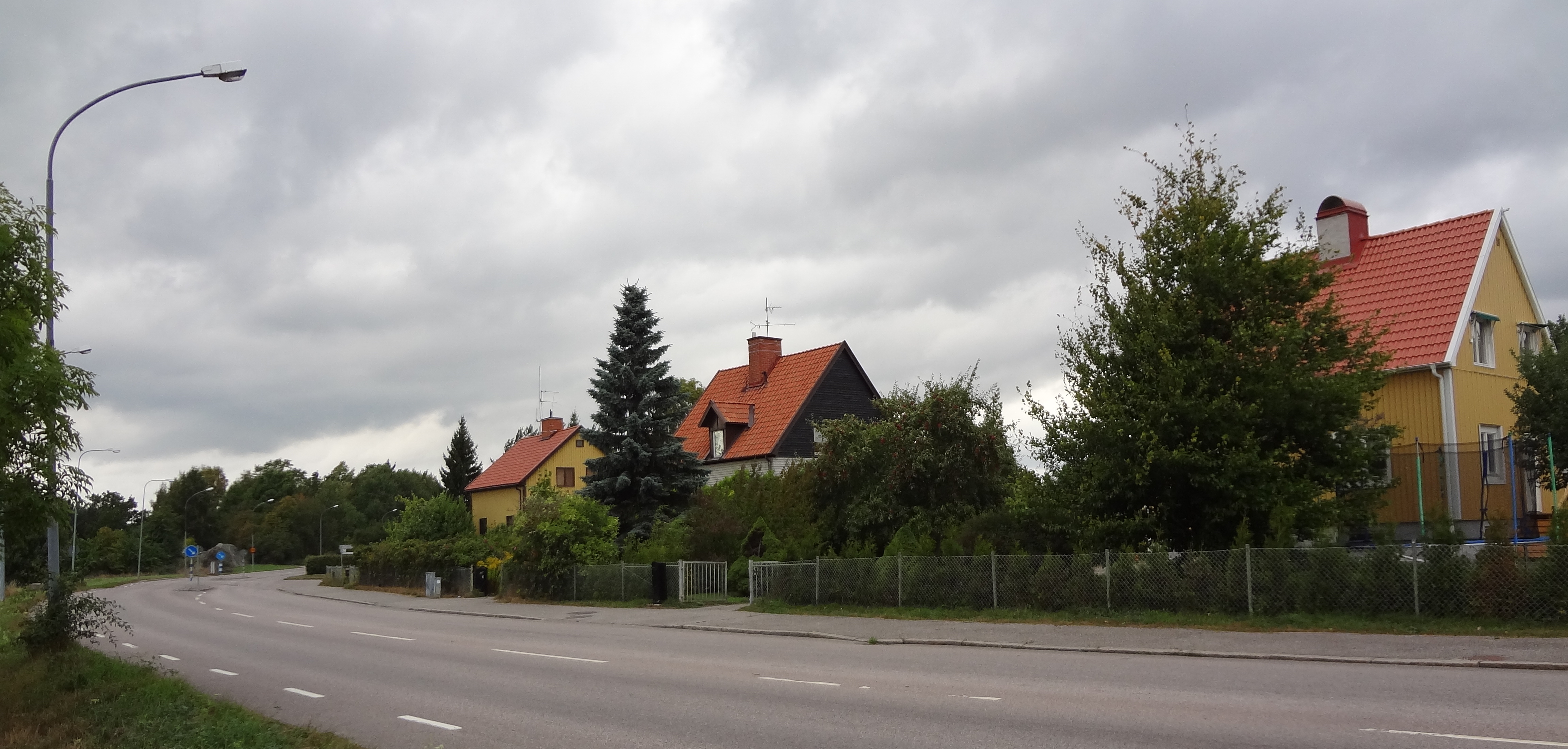
Villor utmed Norrvallavägen.

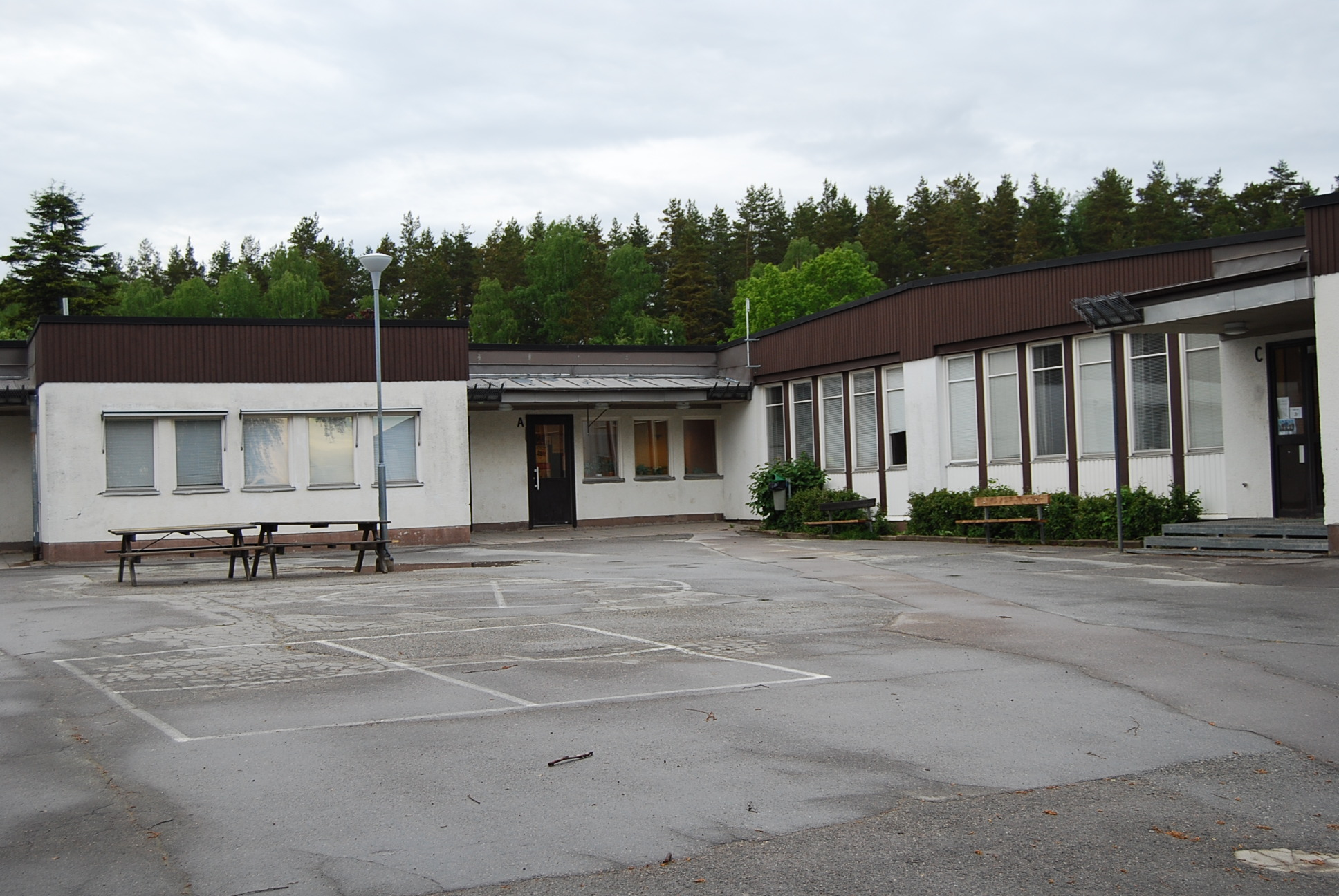
Skolgården vid Slagstaskolan.

Denna artikel behandlar stadsdelen Slagsta i Eskilstuna, för Slagsta i Botkyrka se Slagsta
Slagsta är en stadsdel i Eskilstuna kommun, belägen mellan Torshälla och Eskilstuna Centrum. I Slagsta finns den lokala glassbaren Slagsta Glass som sedan 1948 har tillverkat och sålt färsk mjukglass på somrarna. Slagsta centrum har en Ica-affär, frisersalong och en kiosk/spelbutik. I Slagsta ingår också områdena Ärna och Måsta där det finns en kvarterskrog/pizzeria, Restaurang Måsta samt en bilverkstad, Måsta Bilservice. Här finns också det kommunalt drivna vård- och omsorgsboendet Måsta äng vilket är ett av kommunens största äldreboenden som invigdes år 2010. Bebyggelsen utgörs till största delen av enfamiljshus (villor) men där finns också några hundra hyresrätter samt Måstaområdets cirka 450 bostadsrättslägenheter (HSB:s BRF Slagtäppan). Sångaren i musikgruppen Kent, Joakim Berg, är uppvuxen i Slagsta. Alva Myrdal (född Reimer) bodde i Slagsta som liten flicka då hennes pappa hade en villa på Slagstavägen. Denna revs dock på 1990-talet. Reimervägen i Slagsta är uppkallad efter familjen Reimer.

## Skola och daghem

### Slagstaskolan
Grundskolan Slagstaskolan är Slagstas enda skola. Skolan är belägen mitt i Slagsta centrum, på vägen mot Torshälla. Slagstaskolan har runt 510 elever från förskoleklass till årskurs sex. På skolan arbetar cirka 70 stycken anställda. I skolans lokaler drivs det fritidsgårdsverksamhet kvällstid. Skolan är en av totalt tre skolor i Eskilstuna som drivs med en föräldrastyrelse som är direkt underställd kommunens barn- & utbildningsnämnd.
Skolan invigdes och togs i bruk i augusti 1970. Den bestod då av två separata byggnader där den ena innehöll själva skoldelen med klassrum, lärarrum, expedition samt vaktmästeri och den andra slöjdsalar, gymnastiksal och matsal. På skolgården fanns också en barack som innehöll ett uppehållsrum. Från början saknades eget kök och maten levererades från den större och några år äldre Årbyskolan. De två skolbyggnaderna hade ingen förbindelse med varandra vilket gjorde att man var tvungen att gå ut för att kunna ta sig till slöjden, gymnastiken eller matsalen.  
I augusti 1975 var barnkullarna så pass stora att det inte längre fanns plats i skolans lokaler och för att råda bot på det problemet var man tvungna att hyra extra lokaler. Dessa var belägna i källaren på två hyreshus på Brusensgatan och Backanäsgatan som låg på andra sidan Torshällavägen. Detta gjorde att de elever som hade sin undervisning i de lokalerna var tvungna att gå en bit för att kunna ta sig till slöjd och gymnastik. Matsalen hade inte heller tillräckligt med plats för alla elever så att man löste det genom att de som var i extralokalerna fick äta i de bredvidliggande församlingslokalerna till Sankt Petri kyrka.
De här lösningarna var dock både dyra och opraktiska så att man bestämde att skolan skulle byggas ut och den nya delen invigdes och togs i bruk i augusti 1990. Den innehåller klassrum, uppehållsrum, slöjdsalar, hemkunskapssal och lokaler för fritidsverksamhet. I samband med utbyggnaden revs baracken på skolgården, matsalen byggdes om och de gamla slöjdsalarna byggdes om till ett kök så att man skulle kunna laga egen skolmat. Det var dock först i januari 1991 som det nya köket och den ombyggda matsalen invigdes och togs i bruk. Den nyare delen förbinder de två ursprungliga med varandra vilket gör att man kan ta sig igenom hela skolan utan att behöva gå ut. I juni 1995 byggde man en paviljong och anledningen till detta var att man behövde flera lokaler till fritidsverksamheten. Paviljongen består av tre färdiga husmoduler som är placerade på en gjuten grund och är sammanfogade. Tyvärr totalförstördes den vid en anlagd brand natten mellan den 22 och 23 januari 2010. Under 2011-2012 genomfördes, på grund av den nerbrunna paviljongen, en omfattande renovering och utbyggnad av skolan som färdigställdes och invigdes till höstterminen 2012. 

### Edlingevägens daghem
Cirka 100 meter från Slagstaskolan ligger Edlingevägens daghem som är ett av de äldsta i Eskilstuna. Det har sex avdelningar med totalt cirka 100 barn och 20 anställda. Den ursprungliga byggnaden var från 1971 men revs i början av sommaren 2003 eftersom den var utsliten och svårt angripen av mögel och röta. Man sparade dock grunden som bättrades på och byggde sedan upp på nytt. Bygget gick snabbt då man använde sig av den senaste tekniken där ett antal färdiga husmoduler placerades på grunden och fogades samman. I slutet av sommaren samma år återinvigdes Edlingevägens daghem.

## Politik

### Kommunfullmäktigevalet 2014
I valet till kommunfullmäktige 2014 var valdeltagandet 78,96 % i valdistriktet Slagsta-Måsta, vilket innebar en ökning på 1,98 procentenheter från det föregående valet. Socialdemokraterna kom att bli högst representerat i distriktet, följt av Sverigedemokraterna på en andraplats.
|  | Parti                    | Antal | Andel   |
|  | ------------------------ | ----- | ------- |
|  | Socialdemokraterna       | 412   | 40,71 % |
|  | Sverigedemokraterna      | 182   | 17,98 % |
|  | Moderata Samlingspartiet | 168   | 16,60 % |
|  | Miljöpartiet de gröna    | 71    | 7,02 %  |
|  | Vänsterpartiet           | 51    | 5,04 %  |
|  | Folkpartiet liberalerna  | 49    | 4,84 %  |
|  | Kristdemokraterna        | 39    | 3,85 %  |
|  | Centerpartiet            | 32    | 3,16 %  |
|  | Övriga partier           | 8     | 0,79 %  |